# Сегмент сети
Сегме́нт сети (в информатике) — логически или физически обособленная часть сети.
Разбиение сети на сегменты осуществляется с целью оптимизации сетевого трафика и/или повышения безопасности сети в целом.

## Физическое разделение
Как правило, физический сегмент сети ограничен сетевым устройством, обеспечивающим соединение узлов сегмента с остальной сетью:
- Коммутаторы (2-й уровень в модели OSI)
- Маршрутизаторы (3-й уровень в модели OSI)

Физический сегмент сети является доменом коллизий. Устройства, работающие на первом уровне модели OSI (повторители или концентраторы), домен коллизий не ограничивают.

## Логическое разделение
Широко практикуемое разделение сети, основанной на протоколе IP (на логические сегменты или логические подсети). Для этого каждому сегменту выделяется диапазон адресов, который задается адресом сети и сетевой маской. Например (в CIDR-записи):
- 192.168.1.0/24, 192.168.2.0/24, 192.168.3.0/24 и т. д. — в каждом сегменте до 254 узлов
- 192.168.0.0/25, 192.168.128.0/26, 192.168.172.0/27 — в сегментах до 126, 62, 30 узлов соответственно

Логические подсети соединяются с помощью маршрутизаторов.